# كفيدلينبورغ
كويدليندبورغ (بالألمانية: Quedlinburg) هي مدينة و بلدة ألمانية تقع في ألمانيا في جبال هارز. يقدر عدد سكانها بـ 25,391 نسمة .

## المدن التوأمة
مدن Aulnoye-Aymeries، هرفورد (ألمانيا)، سيلي، هاملن و هان موندن هي مدن توأمة لـكويدليندبورغ.

## أعلام
- يوهان كريستيان بوليكاربوس إيركسليبين
- بترا مولر
- هاينريش العاشر
- أبارات
- فريدريش غوتليب كلوبشتوك
- كارل ريتر